# 代議院 (ベルギー)

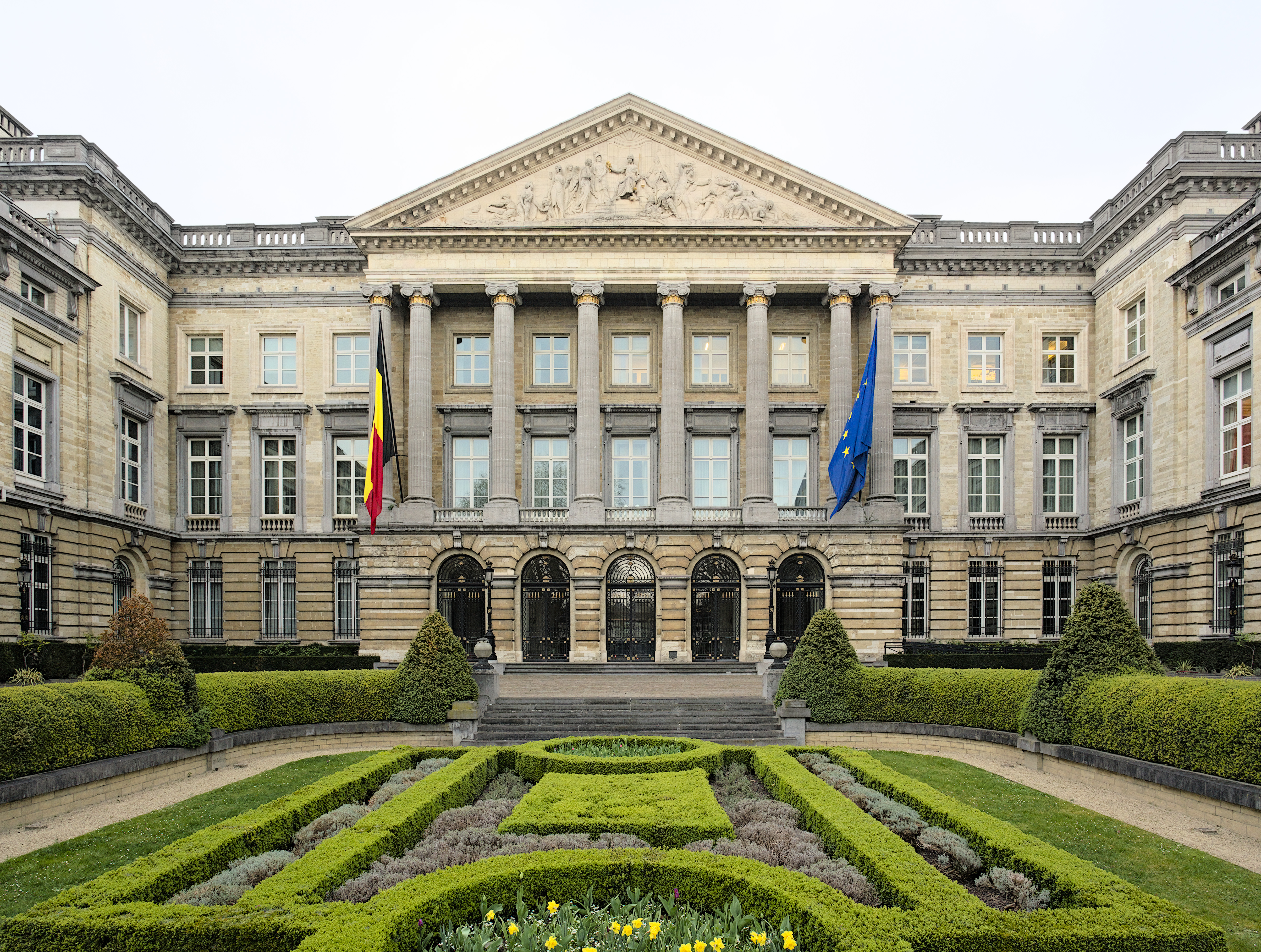
代議院議事堂外観

代議院（だいぎいん、フランス語: Chambre des Représentants、オランダ語: Kamer van Volksvertegenwoordigers、ドイツ語: Abgeordnetenkammer）は、ベルギーの下院。元老院とともに連邦議会を構成する。議事堂はブリュッセルのナシヨン宮殿。
定数は150で、フランス語共同体に62議席。フラマン語共同体に88議席が分配されている。ドイツ語共同体には議席は分配されておらず、フランス語共同体と結びついている。
代議員は、自らの選挙区がある言語グループに所属する。ブリュッセル＝ハレ＝フィルフォールデ（オランダ語とフランス語の二言語地域であるブリュッセルと、フランス語話者の多いフラームス＝ブラバント州のハレ＝フィルフォールデ行政区）の代議員は、どちらの言語を代表するのか明確にしなくてはならない。
ベルギーの特別法（仏:Loi spéciale、蘭:Bijzondere wet）では重要な法案の可決、修正にはそれぞれの言語グループの過半数の賛成に加え、全体の3分の2の賛成が必要としている。

## 構成
2024年6月9日に選挙を実施。任期は5年で、比例代表制。
2024年7月より、議長は新フラームス同盟（N-VA）のペーテル・デ・ローファーが務めている。
| 言語       | 党名 | 党名                             | 議席数 |
| ---------- | ---- | -------------------------------- | ------ |
| オランダ語 |      | 新フラームス同盟（N-VA）         | 24     |
| オランダ語 |      | フラームス・ベランフ（VB）       | 20     |
| オランダ語 |      | 前進（Vooruit）                  | 13     |
| オランダ語 |      | キリスト教民主フラームス（CD&V） | 11     |
| オランダ語 |      | フラームス自由民主（OPEN VLD）   | 7      |
| オランダ語 |      | フルン（GROEN）                  | 6      |
| フランス語 |      | 改革運動（MR）                   | 20     |
| フランス語 |      | 社会党（PS）                     | 16     |
| フランス語 |      | レザンガジェ（LE）               | 14     |
| フランス語 |      | エコロ（ECOLO）                  | 3      |
| フランス語 |      | 独立民主連邦主義者 (DéFI)        | 1      |
| 両言語     |      | 労働者党 (PTB–GO!/PVDA+)         | 15     |

太字が与党。